# 3508 Pasternak
A 3508 Pasternak (ideiglenes jelöléssel 1980 DO5) a Naprendszer kisbolygóövében található aszteroida. Ljudmila Georgijevna Karacskina fedezte fel 1980. február 21-én.